# 高知県立女子医学専門学校
| 高知県立女子医学専門学校 （高知女子医専） | 高知県立女子医学専門学校 （高知女子医専） |
| ----------------------------------------- | ----------------------------------------- |
| 創立                                      | 1944年                                    |
| 所在地                                    | 高知県高知市                              |
| 初代校長                                  | 星野貞次                                  |
| 廃止                                      | 1947年                                    |
| 後身校                                    | 高知県立女子専門学校                      |
| 同窓会                                    | －                                        |

高知県立女子医学専門学校（こうちけんりつじょしいがくせんもんがっこう）は、1944年（昭和19年）に設立された公立の旧制医学専門学校。第二次世界大戦後のGHQによる審査でB級（存続不可）と判定され、1947年に廃校となった。

## 概要
第二次世界大戦中の医師不足の対策として設立された医学専門学校の一校である。戦時中の男性医師の出征に伴う国内の医師不足への対策として、空襲などによる緊急看護の担い手としての女性医師の育成を目的とした。また、高知県内の無医村を無くすことも目的としていた。しかし、敗戦の混乱から校舎や設備が不如意でその効果は上げることができなかった。

## 沿革
- 1944年12月29日 - 高知県立女子医学専門学校設立認可[3]
- 1945年8月8日 - 開学式および入学式を行う[4]
- 1946年
  - 8月9日 - 佐川町組合立青年学校内に移されていた仮校舎から高知市北与力町に帰還[2]
  - 12月21日 - 昭和南海地震が発生。腸チフスの予防注射など防疫活動を行う[5]
- 1947年
  - 3月31日 - 高知県立女子医学専門学校廃校[6]。
  - 4月1日 - 後身校として高知県立女子専門学校が開校する[6]。高知県立女子専門学校は、後に高知県立女子大学（現 高知県立大学）の設立母体となる。

## 校地
高知市最初の空襲により永国寺校舎が消失し、佐川町組合立青年学校を仮校舎として開学した。1946年、高知市北与力町に帰還した。